# Eutrichosiphum atini
Eutrichosiphum atini är en insektsart. Eutrichosiphum atini ingår i släktet Eutrichosiphum och familjen långrörsbladlöss. Inga underarter finns listade i Catalogue of Life.